# Koyano Kenji
Kenji Koyano (sinh ngày 2 tháng 6 năm 1988) là một cầu thủ bóng đá người Nhật Bản.

## Sự nghiệp câu lạc bộ
Kenji Koyano đã từng chơi cho Kashima Antlers, Albirex Niigata, Mito HollyHock và Gainare Tottori.